# Andris Kaļķis
Andris Kaļķis (ur. 1964) – łotewski kierowca wyścigowy i rajdowy.

## Biografia
W 1987 roku zadebiutował w Formuła Easter, rywalizując Estonią 21M. W mistrzostwach Łotwy zajął trzecie miejsce. W tym samym roku rozpoczął rywalizację w mistrzostwach ZSRR, które zakończył wówczas na 36. miejscu. W sezonie 1988 wygrał zawody o nagrodę Ministerstwa Transportu ZSRR, jak również zdobył mistrzostwo Łotwy. Z kolei w mistrzostwach ZSRR został sklasyfikowany na osiemnastym miejscu.
W 1989 roku Łotysz zadebiutował w Formule Mondial, koncentrując się jednak na startach za granicą. Na terenie ZSRR 22 kwietnia wygrał wyścig o mistrzostwo Moskwy, natomiast w mistrzostwach ZSRR zajął szesnaste miejsce na koniec sezonu. W 1990 roku Łotysz rozpoczął rywalizację Estonią 21.10 z silnikiem Volkswagena. Kierowca zajął drugie miejsce w wyścigu Ministerstwa Transportu, a w mistrzostwach Sowieckiej Formuły Mondial był dwunasty. Kaļķis startował ponadto w takich seriach, jak Puchar Skandynawsko-Bałtycki, Pucharu Pokoju i Przyjaźni i Polskiej Formuły Mondial. W 1991 roku zawodnik rozpoczął ściganie się Estonią 25, którą zajął m.in. drugie miejsce w Formule Euro Cup i czwarte w mistrzostwach Łotwy.
Po rozpadzie ZSRR Kaļķis skoncentrował się na rywalizacji samochodami turystycznymi. W latach 1993–1995 ścigał się BMW M3, natomiast od 1996 roku rywalizował Volkswagenem Golfem. Został wówczas sklasyfikowany na trzecim miejscu w mistrzostwach Łotwy. Rok później został mistrzem Łotwy oraz krajów bałtyckich. W 1998 roku był sklasyfikowany na szóstej pozycji. W mistrzostwach VW Golfa uczestniczył do sezonu 1999. W tym okresie Kaļķis rozpoczął rywalizację Volkswagenem Golfem na trasach rajdowych, uczestnicząc m.in. w Rajdzie Łotwy. Nie odnosił jednak większych sukcesów.
W 2001 roku łotewski kierowca rozpoczął starty w wyścigach długodystansowych, początkowo Hondą Civic, a następnie Volkswagenem Golfem.

## Wyniki
| Legenda oznaczeń w tabelach wyników Wyświetl szablon na nowej stronie | Legenda oznaczeń w tabelach wyników Wyświetl szablon na nowej stronie                                                                     |
| Oznaczenie                                                            | Wyjaśnienie |
| --------------------------------------------------------------------- | --- |
| Złoty                                                                 | Zwycięzca lub mistrzostwo |
| Srebrny                                                               | 2. miejsce lub wicemistrzostwo |
| Brązowy                                                               | 3. miejsce lub II wicemistrzostwo |
| Zielony                                                               | Ukończył, punktował (w klasyfikacji generalnej, gdy zdobył co najmniej jeden punkt na przestrzeni sezonu, poza trzema powyższymi opcjami) |
| Niebieski                                                             | Ukończył, nie punktował (w klasyfikacji generalnej, gdy nie zdobył co najmniej jednego punktu na przestrzeni sezonu)                      |
| Czerwony                                                              | Nie zakwalifikował się (NZ) |
| Czerwony                                                              | Nie prekwalifikował się (NPK) |
| Różowy                                                                | Nie ukończył (NU) |
| Różowy                                                                | Niesklasyfikowany (NS) (w klasyfikacji generalnej, gdy nie został sklasyfikowany w żadnym wyścigu sezonu)                                 |
| Czarny                                                                | Zdyskwalifikowany (DK) |
| Czarny                                                                | Wykluczony (WYK/EX) |
| Biały                                                                 | Nie wystartował (NW) |
| Biały                                                                 | Kontuzjowany (K/INJ) |
| Biały                                                                 | Wyścig odwołany (OD/C) |
| Bez koloru                                                            | Został wycofany (WYC/WD) |
| Bez koloru                                                            | Nie przybył (NP/DNA) |
| Bez koloru                                                            | Nie brał udziału w treningach (NT/DNP) |
| Bez koloru                                                            | Nie został zgłoszony (–) |
| Pogrubienie                                                           | Start z pole position |
| Kursywa                                                               | Najszybsze okrążenie wyścigu |
| †                                                                     | Nie ukończył, ale jego rezultat został zaliczony ze względu na przejechanie więcej niż 90% dystansu wyścigu.                              |
| *                                                                     | Sezon w trakcie |
| 1/2/3                                                                 | Punktowana pozycja w sprincie kwalifikacyjnym                                                                                             |
| Lista systemów punktacji Formuły 1                                    | |

### Puchar Pokoju i Przyjaźni
| Rok  | Samochód    | Silnik | Wyniki w poszczególnych eliminacjach | Wyniki w poszczególnych eliminacjach | Wyniki w poszczególnych eliminacjach | Wyniki w poszczególnych eliminacjach | Pkt. | Msc. |
| ---- | ----------- | ------ | ------------------------------------ | ------------------------------------ | ------------------------------------ | ------------------------------------ | ---- | ---- |
| 1990 |             |        | Polska                               | Czechosłowacja                       |                                      |                                      | 0    | NS   |
| 1990 | Estonia 21M | Łada   | -                                    | -                                    | NU                                   | -                                    | 0    | NS   |

### Formuła Euro Cup
| Rok  | Samochód   | Silnik     | Wyniki w poszczególnych eliminacjach | Wyniki w poszczególnych eliminacjach | Wyniki w poszczególnych eliminacjach | Wyniki w poszczególnych eliminacjach | Wyniki w poszczególnych eliminacjach | Wyniki w poszczególnych eliminacjach | Pkt. | Msc. |
| ---- | ---------- | ---------- | ------------------------------------ | ------------------------------------ | ------------------------------------ | ------------------------------------ | ------------------------------------ | ------------------------------------ | ---- | ---- |
| 1991 |            |            | Polska                               | Czechosłowacja                       | Czechosłowacja                       | Niemcy                               | Niemcy                               | Czechosłowacja                       | ?    | 2    |
| 1991 | Estonia 25 | Volkswagen | 1                                    | 4                                    | NU                                   | 1                                    | 1                                    | ?                                    | ?    | 2    |

### Sowiecka Formuła Easter
| Rok  | Zespół                | Samochód    | Silnik | Wyniki w poszczególnych eliminacjach | Wyniki w poszczególnych eliminacjach | Wyniki w poszczególnych eliminacjach | Wyniki w poszczególnych eliminacjach | Pkt. | Msc. |
| ---- | --------------------- | ----------- | ------ | ------------------------------------ | ------------------------------------ | ------------------------------------ | ------------------------------------ | ---- | ---- |
| 1987 |                       |             |        |                                      |                                      |                                      |                                      | 41   | 36   |
| 1987 | Sowieckaja Armia Ryga | Estonia 21M | Łada   | -                                    | -                                    | 22                                   | -                                    | 41   | 36   |
| 1988 |                       |             |        |                                      |                                      |                                      |                                      | 62   | 18   |
| 1988 | Sowieckaja Armia Ryga | Estonia 21M | Łada   | 14                                   | 14                                   | -                                    |                                      | 62   | 18   |

### Sowiecka Formuła Mondial
| Rok  | Zespół                | Samochód      | Silnik     | Wyniki w poszczególnych eliminacjach | Wyniki w poszczególnych eliminacjach | Wyniki w poszczególnych eliminacjach | Pkt. | Msc. |
| ---- | --------------------- | ------------- | ---------- | ------------------------------------ | ------------------------------------ | ------------------------------------ | ---- | ---- |
| 1989 |                       |               |            |                                      |                                      |                                      | 38   | 16   |
| 1989 | Sowieckaja Armia Ryga | Estonia 21M   | Łada       | -                                    | 7                                    | -                                    | 38   | 16   |
| 1990 |                       |               |            |                                      | Łotwa                                |                                      | 41   | 12   |
| 1990 | Sowieckaja Armia Ryga | Estonia 21.10 | Volkswagen | -                                    | 4                                    | -                                    | 41   | 12   |

### Polska Formuła Mondial
| Rok  | Zespół                | Samochód      | Silnik     | Wyniki w poszczególnych eliminacjach | Wyniki w poszczególnych eliminacjach | Wyniki w poszczególnych eliminacjach | Wyniki w poszczególnych eliminacjach | Wyniki w poszczególnych eliminacjach | Wyniki w poszczególnych eliminacjach | Pkt. | Msc. |
| ---- | --------------------- | ------------- | ---------- | ------------------------------------ | ------------------------------------ | ------------------------------------ | ------------------------------------ | ------------------------------------ | ------------------------------------ | ---- | ---- |
| 1990 |                       |               |            | Polska                               | Polska                               | Polska                               | Polska                               | Polska                               | Polska                               | 0    | NS   |
| 1990 | Sowieckaja Armia Ryga | Estonia 21.10 | Volkswagen | -                                    | -                                    | -                                    | -                                    | -                                    | 4                                    | 0    | NS   |